# ستيفانو غارزون
ستيفانو غارزون (بالإيطالية: Stefano Garzon)‏ (23 ديسمبر 1981 بفيرونا في إيطاليا - ) هو لاعب كرة قدم إيطالي في مركز الوسط. لعب مع كييفو فيرونا ونادي أفيلينو ونادي ألساندريا ونادي بيسكارا ونادي فاريسي ونادي كريمونيسي ونادي ليكو وهيلاس فيرونا وASD Città di Acireale 1946 ‏ واتحاد بافيا لكرة القدم.

## روابط خارجية
- ستيفانو غارزون على موقع قاعدة بيانات كرة القدم.إي يو (الإنجليزية)
- ستيفانو غارزون على موقع Soccerway.com (الإنجليزية)